# Bildstock (Großwenkheim, Baumgartentor)

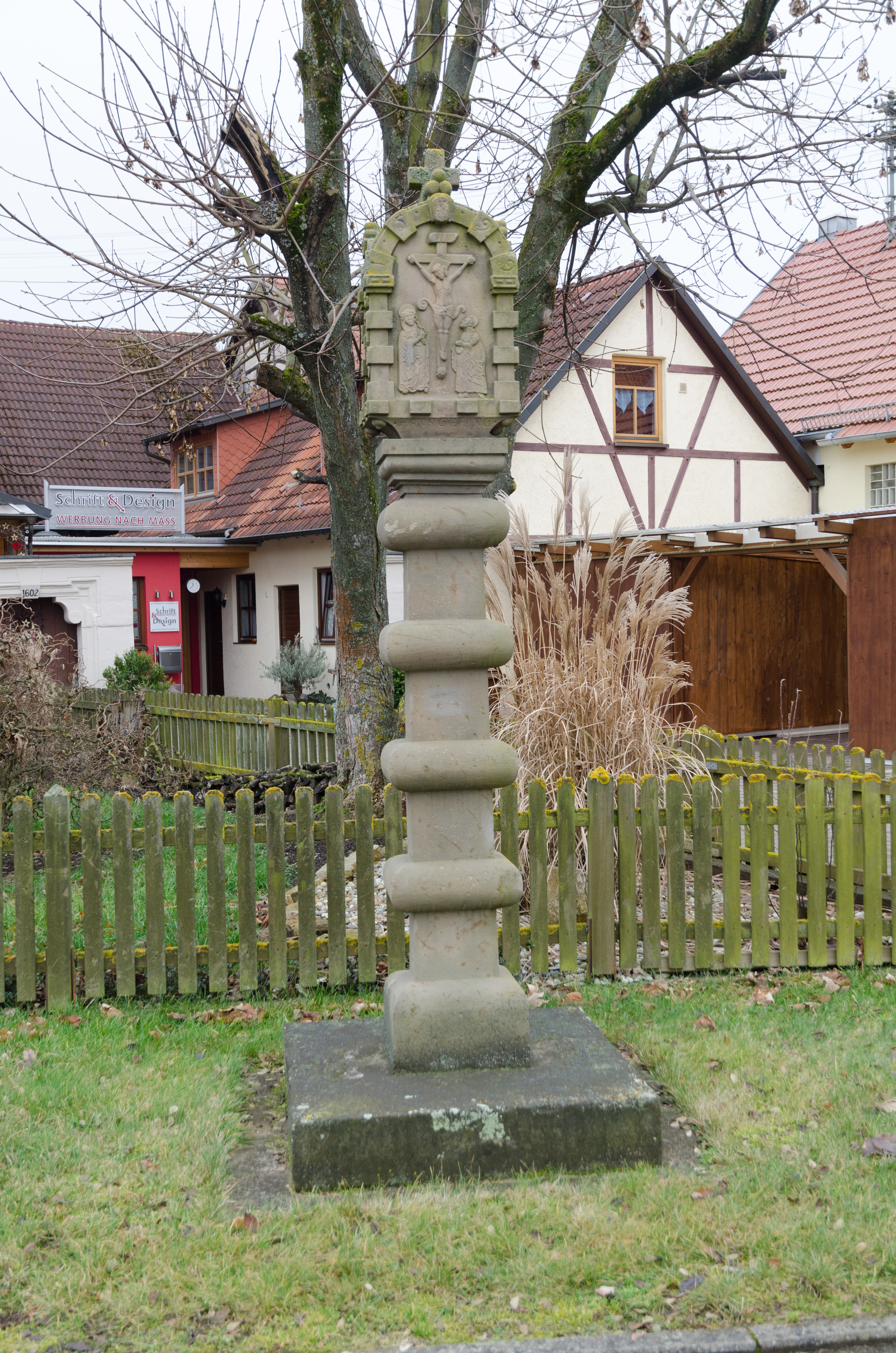
Bildstock in Großwenkheim, Baumgartentor

Der Bildstock Baumgartentor befindet sich in Großwenkheim, einem Gemeindeteil der Stadt Münnerstadt im unterfränkischen Landkreis Bad Kissingen, an der Adresse Baumgartentor. Es gehört zu den Münnerstädter Baudenkmälern und ist unter der Nummer D-6-72-135-104 in der Bayerischen Denkmalliste registriert.

## Beschreibung
Der 230 cm hohe Bildstock besteht aus Sandstein und entstand im Jahr 1599.
Der Schaft ist in Rustika-Zier gehalten.
Der Aufsatz trägt auf der Vorderseite eine Darstellung der Kreuzigung Christi, die Jahreszahl „1599“ und ein Steinmetzzeichen sowie auf der Rückseite den Auferstehenden Jesus Christus mit Siegesfahne, einem Fuß auf der Schlange und dem anderen Fuß auf einem Totenkopf.
Die schmalen Seitenflächen zeigen zum einen das Zisterzienserwappen, zum anderen eine Wappenkartusche mit der Kirchenfahne und den Buchstaben „M“ und „A“. Die gleiche Kartusche mit den gleichen Buchstaben findet sich an einem Haus in der Baumgartentorstraße im Großwenkheim, das ebenfalls während der Regierungszeit von Abt Michael Christ des Klosters Maria Bildhausen erbaut wurde.
Auf einem Schriftfeld befinden sich unter dem Relief des Auferstandenen folgende Inschrift:

„EGO SUM VIA VERITA

SET NEMO VEN

IT AD PATREM NISI PER ME“

sowie die Buchstaben „V“ und „B“, die möglicherweise auf den Steinmetz hindeuten.
Um den Aufsatzblock herum läuft die Inschrift „HANS GEHRING HAT DIESE HEILIGEN MARTER GESTIFT“.
Eustach Schmitt schrieb in seinen Aufzeichnungen:

„Geschichte: Der Bildstock am Weinbergshügel stand früher vor dem alten Friedhof im Dorf. Er wurde aus Anlaß der Verlegung des alten Friedhofs außerhalb der Gaden im Jahr 1599 errichtet. Auf den Schmalseiten befindet sich rechts das Wappen des Klosters Bildhausen, links das Wappen des Abtes Michael. Dieser hat 1598/99 den Dorffriedhof über die Gaden hinaus nach Süden verlegen und mit einer Mauer umgeben lassen.“

Infolge einer Straßenbegradigung wurde der Bildstock im Jahr 1976 vom Weinbergshügel entfernt und im Dorf nahe seines ursprünglichen Standortes aufgestellt.